# アナログ専科
『アナログ専科』（アナログせんか）は、栃木放送が制作し、2016年4月16日より放送しているラジオ番組。放送時間は毎週土曜 20:00 - 21:00で、再放送は毎週火曜 20:00 - 21:00。

## 概要
パーソナリティが選曲したアナログレコード盤の楽曲を洋楽・邦楽問わずピックアップし、曲やアーティストの解説とともに放送する番組。栃木放送版は60分、ネット局版は一部コーナーを省略し30分で放送される。

## 主なコーナー
- LPピックアップ（アルバム片面聞き）
  - アルバム1作品のA面、B面[1]それぞれから選曲した楽曲を放送する。ネット局ではA面・B面どちらか一方のみ放送で、それを踏まえ解説が栃木放送版とは別録音（裏送り）となっており、コーナータイトルも「アルバム片面聞き」となっている。
- Yotsuba Records インフォメーション
  - 宇都宮市の音楽スタジオが所有する音楽レーベルから1曲を取り上げる。栃木放送でのみ放送。
- シングル盤セレクション
  - シングル曲から1曲をピックアップし放送。

## ネット局
3局とも特別番組などにより休止となる場合がある。制作局のCRTが休止で、ネット局で放送がある場合は裏送り版を放送する。
| 放送対象地域 | 放送局            | 系列      | 放送時間               | 放送期間         | 備考  |
| ------------ | ----------------- | --------- | ---------------------- | ---------------- | ----- |
| 栃木県       | 栃木放送（CRT）   | NRN       | 毎週土曜 20:00 - 21:00 | 制作局           | [ 2 ] |
| 富山県       | 北日本放送（KNB） | JRN / NRN | 毎週月曜 5:00 - 5:30   | 2018年10月17日 - | [ 3 ] |
| 沖縄県       | ラジオ沖縄（ROK） | NRN       | 毎週火曜 23:00 - 23:30 | 2019年4月2日 -   | [ 4 ] |

## 番組ホームページ
- 栃木放送番組紹介
- 番組公式ブログ